# زمین‌لرزه ۱۹۵۲ هوکایدو
زمین‌لرزه هوکایدو  در تاریخ ۴ مارس ۱۹۵۲ میلادی، برابر با ‎۱۳ اسفند ۱۳۳۰، ساعت ۱:۲۲:۴۳ به زمان یوتی‌سی در ژاپن رخ داد. بزرگی آن ۸٫۱ در مقیاس Mw اعلام شده‌است. زمین‌لرزه به وقت محلی در روز سه‌شنبه، ساعت ۱۰ روی داده و منطقه زمانی آن یوتی‌سی +۹ بوده‌است .
سازمان زمین‌شناسی آمریکا نیز جای این زمین‌لرزه را در مختصات ۴۲°۰۹′شمالی ۱۴۳°۵۱′شرقی / ۴۲٫۱۵°شمالی ۱۴۳٫۸۵°شرقی و بزرگی آنرا برابر با ۸٫۱ در مقیاس ریشتر اعلام کرده‌است. ژرفای گزارش شده از سوی این سازمان ۴۵ کیلومتر می‌باشد.
تعداد زخمیان ۲۸۷ نفر برآورده شده‌است.سونامی نیز در این زلزله گزارش شده‌است.